# Suore domenicane della Congregazione del Santo Nome di Gesù
Le Suore domenicane della Congregazione del Santo Nome di Gesù (in inglese Dominican Sisters of the Congregation of the Most Holy Name of Jesus, San Rafael; sigla O.P.) sono un istituto religioso femminile di diritto pontificio.

## Storia
La congregazione sorse a opera del domenicano José Sadoc Alemany y Conill, vescovo di Monterey. Nel 1850, dopo essere stato consacrato vescovo a Roma, si recò a Parigi in cerca di aiuti per la sua diocesi in California: nel monastero parigino delle domenicane di Santa Croce conobbe la novizia Maria Goemaere, che si ofrì volontaria.
Alla Goemaere si unirono due religiose del monastero Somerset, nell'Ohio, e il loro primo convento fu eretto a Monterey il 18 luglio 1851. La casa-madre fu poi trasferita a Benicia e, nel 1889, a San Rafael.
L'istituto ricevette il pontificio decreto di lode il 26 maggio 1925 e le sue costituzioni ottennero l'approvazione definitiva il 17 giugno 1931.

## Attività e diffusione
Le suore si dedicano principalmente all'insegnamento, ma anche alla cura dei malati.
Sono presenti soprattutto in California; la sede generalizia è a San Rafael.
Alla fine del 2015 l'istituto contava 78 religiose in 10 case.